# Niehime to Kemono no Ō
Niehime to Kemono no Ō (贄姫と獣の王 La princesa del sacrificio y el Rey de las Bestias?), es una serie de manga japonesa escrita e ilustrada por Yū Tomofuji. Fue serializada en la revista de manga shōjo Hana to Yume de Hakusensha desde noviembre de 2015 hasta octubre de 2020. Está licenciada en Norteamérica por Yen Press. Una adaptación de la serie al anime de J.C.Staff se estrenó el 20 de abril de 2023 finalizando el 28 de septiembre del mismo año constando de 24 episodios.

## Argumento
Para mantener el armisticio entre el Reino de los humanos y el Reino de las bestias, los humanos envían un tributo para ser sacrificado por el Rey Bestia. El sacrificio de este año, Sariphie, demuestra ser más valiente que los anteriores por lo que el Rey Bestia decide mantenerla a su lado por su propia diversión. El día del sacrificio Saliphie descubre el secreto del Rey Bestia y el verdadero destino de los sacrificios anteriores.

## Personajes
Sariphi (サリフィ Sarifi?)
 Seiyū: Kana Hanazawa (anime) y Aoi Yūki (CD drama)
Una niña sacrificada al Rey de las Bestias, apodada 'Sari' y futura Reina de las Bestias. Ella tenía padres adoptivos, los cuales la criaron para ser un sacrificio, por lo que su infancia fue muy sombría. Aparentemente ella no le teme a nada, ni siquiera a ser sacrificada, solo a los "ojos fríos y sin corazón de quienes habían sido sus padres".
Leonhart (レオンハルト Reonharuto?)
 Seiyū: Satoshi Hino (anime) y Kenjirō Tsuda (CD drama)
Rey del reino de Ozmargo. Nacido como mestizo de padre bestia y madre humana. Él no es en realidad el hijo del anterior rey de Ozmargo. Esto se debe a que el anterior Rey era estéril por lo tanto era incapaz de procrear descendencia por lo cual buscó a su hermano gemelo que fuera desterrado según las costumbres de Ozmargo y supo que éste tuvo un hijo con una humana, siendo Leonhart. A raíz de su condición de híbrido, Leonhart cambia su apariencia a una forma humana durante las noches de revelación  que es cuando la neblina que rodea al reino se dispersa dejando al descubierto el cielo ocasionando su transformación.
Clops & Cy (ロプス & キュク Lops & Kuku?)
 Seiyū: Natsumi Fujiwara (anime) y Rie Takahashi (CD drama) (Clops),  Seiyū: Yuka Nukui (anime) y Yui Ogura (CD drama) (Cy)
Anubis (アヌビス Anubisu?)
 Seiyū: Takuma Terashima (anime) y Takahiro Sakurai (CD drama)
Es el asesor de mayor confianza de Leonhart. Su verdadero nombre es Sirius (シ リ ウ ス Shiriusu?). A pesar de ser leal a la familia real, Anubis pretende separar a Sariphi de Leonhart.
Princesa Amit (プリンセスアット Purinsesu Atto?)
 Seiyū: Megumi Han
Princesa del Clan de los Reptiles que se enamoró de Jormungand.
Ilya (イリーア Irīa?)
 Seiyū: Shōya Chiba
Amigo de la infancia de Sariphi que está enamorado de ella.
Jormungand (ヨルムンガンド Yorumungando?)
 Seiyū: Chikahiro Kobayashi (anime) y Junichi Yanagita (CD drama)
Capitán de la guardia real.
Bennu (ベンヌ Ben'nu?)
 Seiyū: Hiroyuki Yoshino
Un Fénix. La propia Bestia Santa de Sariphi.
Lanteveldt (ランテヴェルト Rantevu~eruto?)
 Seiyū: Tasuku Hatanaka
Guardia personal de la Reina. Es una hiena.
Joz (ジョズ Jozu?)
Gwiber (グウィバー Guu~ibā?)
Bestia Santa de Leonhart.
Tetra (テトラ Tetora?)
Ella es la princesa de Sarbul. Es hija del rey Teto y la reina Calra. Tenía tres hermanas mayores y un hermano menor llamado Calcara.
Set (セト Setto?)
 Seiyū: Kosuke Toriumi (anime) y Kōki Miyata (CD drama)
Es el juez de las leyes y principal antagonista. Set se muestra como una persona tranquila y maneja las cosas con una actitud tranquila. Hablará muy formalmente al hablar. Pero debajo del exterior tranquilo se esconde la personalidad de un intrigante inteligente, que mantiene sus verdaderas motivaciones y su naturaleza cerca de su pecho. Su difunta madre fue una concubina del anterior rey, lo que hace que Set sea un miembro de la realeza, sin embargo fue apartado de la nobleza por nacer con una apariencia distinta al del rey. Al descubrir el secreto de la sangre mestiza de Leonheart, Set usa un hechizo para limpiar el miasma, lo que hace que Leonhart se transforme en humano en frente de sus súbditos. Set se convierte en el rey interino e inmediatamente ordena la segregación de las diversas razas de bestias, persiguendo aquellas que no son mamíferas. Sin embargo, en muchas partes del reino han rechazado su gobierno y Sariphi le dice que es indigno de ser rey. Enfurecido, Set agarra a Sariphi y la lanza al cielo, pero es rescatada por Leonhart quien recuperó su forma de bestia. Se revela después por medio de una gema del archipreste Capel que Set no es hijo del anterior rey, ya que éste era incapaz de tener hijos por su condición física. Ante esta revelación, Set intenta usar una antigua magia real prohibida para demostrar que es de sangre real, pero su cuerpo queda severamente lastimado por haber llegado al límite. En sus últimos momentos de vida, Set recuerda que su madre lo amaba a pesar de su apariencia.
Vivian (ビビアン Bibian?)
 Seiyū: Shizuka Itō
Fenrir (フェンリル Fenriru?)
 Seiyū: Yūichi Nakamura
Es el príncipe del reino de los lobos fantasma. Siendo niño, Fenrir perdió un duelo en contra de Leonhart que terminó con él siendo despojado de sus títulos de nobleza y posteriormente condenado al exilio por su familia simbolizando el acontecimiento mediante la amputación de una de sus orejas. Desde entonces, le guarda un profundo rencor a Leonhart al que ha jurado destruir a toda costa para reclamar su lugar como el Rey de todas las bestias. Inicialmente planeaba usar a Sariphi como sacrificio después de secuestrarla, pero luego de corroborar que ella no le teme y que está enamorada de Leonhart, decide ganarse su atención para que se enamore de él y sea su reina. En su enfrentamiento final, Leonhart y Fenrir luchan de manera primitiva usando sus garras y colmillos en donde Leonhart resulta vencedor. Cuando está por darle el golpe final, Nir se antepone entre ambos rivales asesinando a Fenrir ya que éste le ordenó matarlo sí perdía el duelo con Leonhart. Nir antes de marcharse con el cuerpo sin vida de Fenrir le dice a Leonhart que su deseo de derrotarlo y de ser rey terminó siendo su maldición.
Gleipnir (Gureipuniru?)
 Seiyū: Masaaki Mizunaka,  Seiyū: Ayaka Asai (joven)
Gleipnir es un esclavo bajo la servidumbre de Fenrir que eventualmente se convierte en su mano derecha, siendo apodado Nir (ニル Niru?) por Fenrir. Cuando Fenrir fue desterrado, Gleipnir fue el único que escogió quedarse a su lado compartiendo su exilio. Como una muestra de su lealtad, Fenrir se cortó la cara privandose de su ojo izquierdo y siguiendo a Fenrir durante los próximos años.
Richard (リチャード Richādo?)
 Seiyū: Sayumi Suzushiro
Es el hijo de Sariphi y Leonhart. Es bastante hiperactivo y energético. A diferencia de su padre, Richard puede transformarse a voluntad y al azar entre su forma de bestia y su forma humana. Disfruta entrenar con Lante y busca ser tan fuerte como su padre.

## Contenido de la obra

### Manga
El manga comenzó a serializarse en la revista de manga shōjo Hana to Yume de Hakusensha en noviembre de 2015, y terminó el 20 de octubre de 2020. El manga fue parte de la línea inicial en la tienda en línea de venta de series de Hakusensha. Yen Press anunció que habían licenciado el manga en el Anime Expo 2017, lanzando el primer volumen en mayo de 2018. El manga también está licenciado en Alemania por Carlsen Verlag. Una edición especial del sexto volumen del manga contenía un CD drama de la serie.
En España está siendo editado por ECC Ediciones desde el 24 de abril de 2023.
Un manga spin-off comenzó a serializarse en Hana to Yume el 20 de agosto de 2022.

#### Lista de volúmenes
| Volúmenes de manga publicados | Volúmenes de manga publicados | Volúmenes de manga publicados                                                      |
| Número                        | Fecha de lanzamiento          | ISBN                                                                               |
| ----------------------------- | ----------------------------- | ---------------------------------------------------------------------------------- |
| 1                             | 20 de mayo de 2016            | ISBN 978-4-592-21541-7                                                             |
| 2                             | 20 de septiembre de 2016      | ISBN 978-4-592-21542-4                                                             |
| 3                             | 20 de enero de 2017           | ISBN 978-4-592-21543-1                                                             |
| 4                             | 19 de mayo de 2017            | ISBN 978-4-592-21544-8                                                             |
| 5                             | 20 de septiembre de 2017      | ISBN 978-4-592-21545-5                                                             |
| 6                             | 19 de enero de 2018           | ISBN 978-4-592-21546-2 (Edición regular) ISBN 978-4-592-10587-9 (Edición especial) |
| 7                             | 20 de abril de 2018           | ISBN 978-4-592-21547-9                                                             |
| 8                             | 20 de julio de 2018           | ISBN 978-4-592-21548-6                                                             |
| 9                             | 20 de noviembre de 2018       | ISBN 978-4-592-21549-3                                                             |
| 10                            | 20 de marzo de 2019           | ISBN 978-4-592-21550-9                                                             |
| 11                            | 20 de agosto de 2019          | ISBN 978-4-592-22301-6                                                             |
| 12                            | 20 de diciembre de 2019       | ISBN 978-4-592-22722-9 (Edición regular) ISBN 978-4-592-22722-9 (Edición especial) |
| 13                            | 20 de abril de 2020           | ISBN 978-4-592-22303-0                                                             |
| 14                            | 20 de agosto de 2020          | ISBN 978-4-592-22304-7                                                             |
| 15                            | 20 de enero de 2021           | ISBN 978-4-592-22305-4 (Edición regular) ISBN 978-4-592-22757-1 (Edición especial) |

### Anime
Se anunció una adaptación de la serie al anime en el cuarto número de Hana to Yume el 20 de enero de 2021. La serie está producida por J.C.Staff y dirigida por Chiaki Kon, con guiones escritos por Seishi Minakami, diseños de personajes a cargo de Shinya Hasegawa y música compuesta por Kohta Yamamoto. Se estrenó el 20 de abril de 2023 en Tokyo MX y BS11. El primer tema de apertura es «Saku no Nie» (朔の贄?), interpretado por BIN, mientras que el primer tema de cierre es «Only», interpretado por GARNiDELiA. El segundo tema de apertura es «Love Infinity», interpretado por Hinano, mientras que el segundo tema de cierre es «Call Your Name», interpretado por Katagiri. Crunchyroll obtuvo la licencia de la serie fuera de Asia.

## Recepción
Rebecca Silverman de Anime News Network, dijo que "La Bella y la Bestia está viva y coleando en Niehime to Kemono no Ou. Es casi un recuento de libros del clásico cuento de hadas. Eso definitivamente es parte del atractivo de este volumen inicial, porque la Bella del folclore no siempre es tan valiente como podría ser, a menudo ganando a la Bestia con sus maneras amables y su comportamiento tranquilo." Richard Gutiérrez de The Fandom Post vio la historia como más que un recuento, diciendo que el autor "ha elaborado sinceramente una narrativa que engendra al lector en muchos frentes", complementando la relación de la pareja y su inocencia. Sean Gaffney de Manga Bookshelf señaló que el manga tiene escenas nostálgicas que hacen referencia a otras series, gustando la caracterización de los personajes y especialmente la protagonista, pero desconfiaba de su corta edad.